# グレゴリー・ローラー
グレゴリー・フランシス・ローラー（Gregory Francis Lawler、1955年7月14日 - ）は確率論の分野で活動するアメリカ合衆国の数学者で、シュラム・レヴナー発展に関する2000年からの業績で最も著名である。
1979年、ローラーはエドワード・ネルソンの指導の下、プリンストン大学から博士号を取得した。1979年から2001年までデューク大学の、2001年から2006年までコーネル大学の、そして2006年からシカゴ大学の教員を務めている。

## 受賞歴
- ポリヤ賞 (応用数理学会) (オデッド・シュラムとウェンデリン・ウェルナーと共同) 2006年
- アメリカ数学会フェロー 2012年[6]
- ウルフ賞数学部門 2019年[7]